# Dicaelus franclemonti
Dicaelus franclemonti is een keversoort uit de familie van de loopkevers (Carabidae). De wetenschappelijke naam van de soort werd voor het eerst geldig gepubliceerd in 1991 door George E. Ball.